# 佐龙乡
佐龙乡，是中华人民共和国江西省吉安市永丰县下辖的一个乡镇级行政单位。

## 行政区划
佐龙乡下辖以下地区：
灵冈村、五石村、瑶上村、麻田村、坪下村、西塘村、捞塘村、棱溪村、南塘村、塘边村、香山村、庙下村、路田村、富裕村、罗富村、浪田村和龙潭村。